# Andrej Ristić
Andrej Ristić est un joueur bosnien de volley-ball né le 23 janvier 1998 à Naples, Italie. Il joue réceptionneur-attaquant.

## Palmarès

### Clubs
Championnat de Bosnie-Herzégovine:
- 2014
- 2016

Championnat de Serbie:
- 2022